# Joseph Thyssen

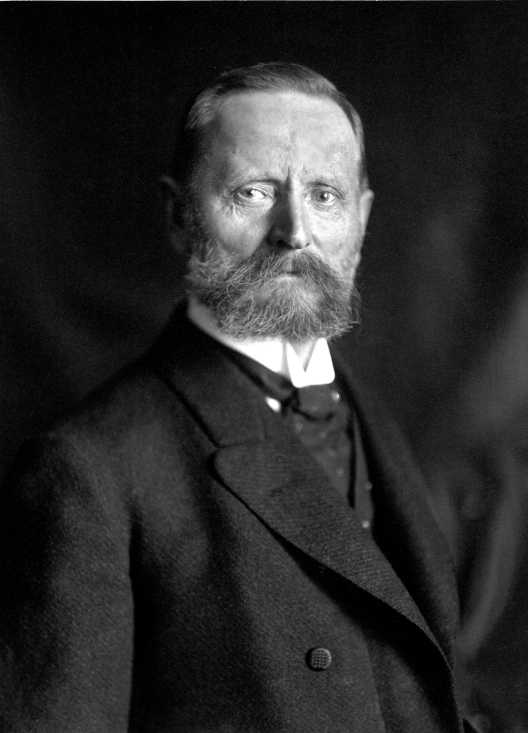
Joseph Thyssen

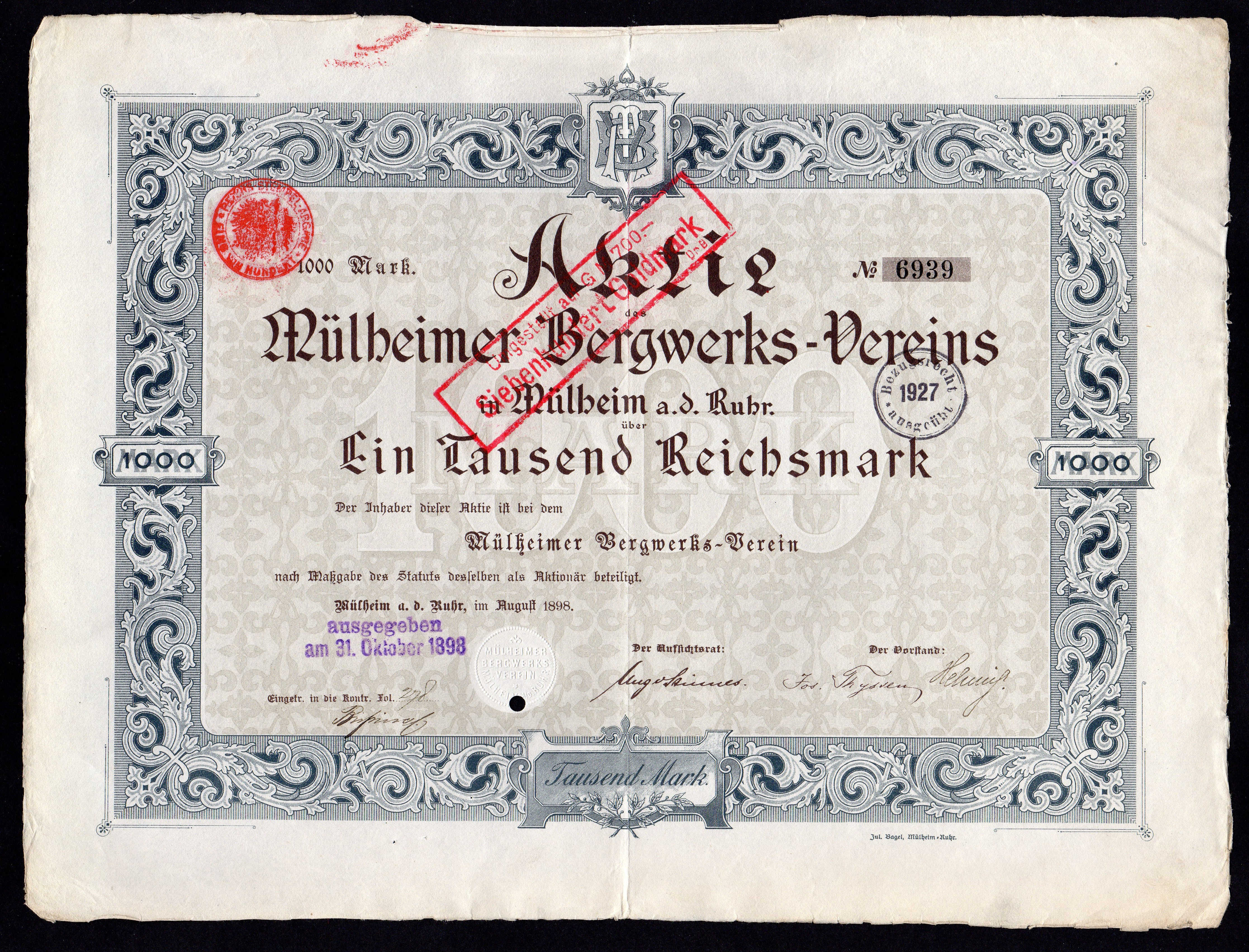
Aktie des Mülheimer Bergwerks-Verein von 31. Oktober 1898, mit Faksimile-Unterschrift von Gründungsvorstand Joseph Thyssen

Joseph Thyssen, auch: Josef Thyssen (* 14. Februar 1844 in Eschweiler; † 15. Juli 1915 in Mülheim an der Ruhr), war ein deutscher Industrieller aus der Unternehmerfamilie Thyssen.

## Leben
Joseph Thyssen war der jüngere Bruder von August Thyssen und zeitlebens dessen engster Mitarbeiter und Vertrauter.

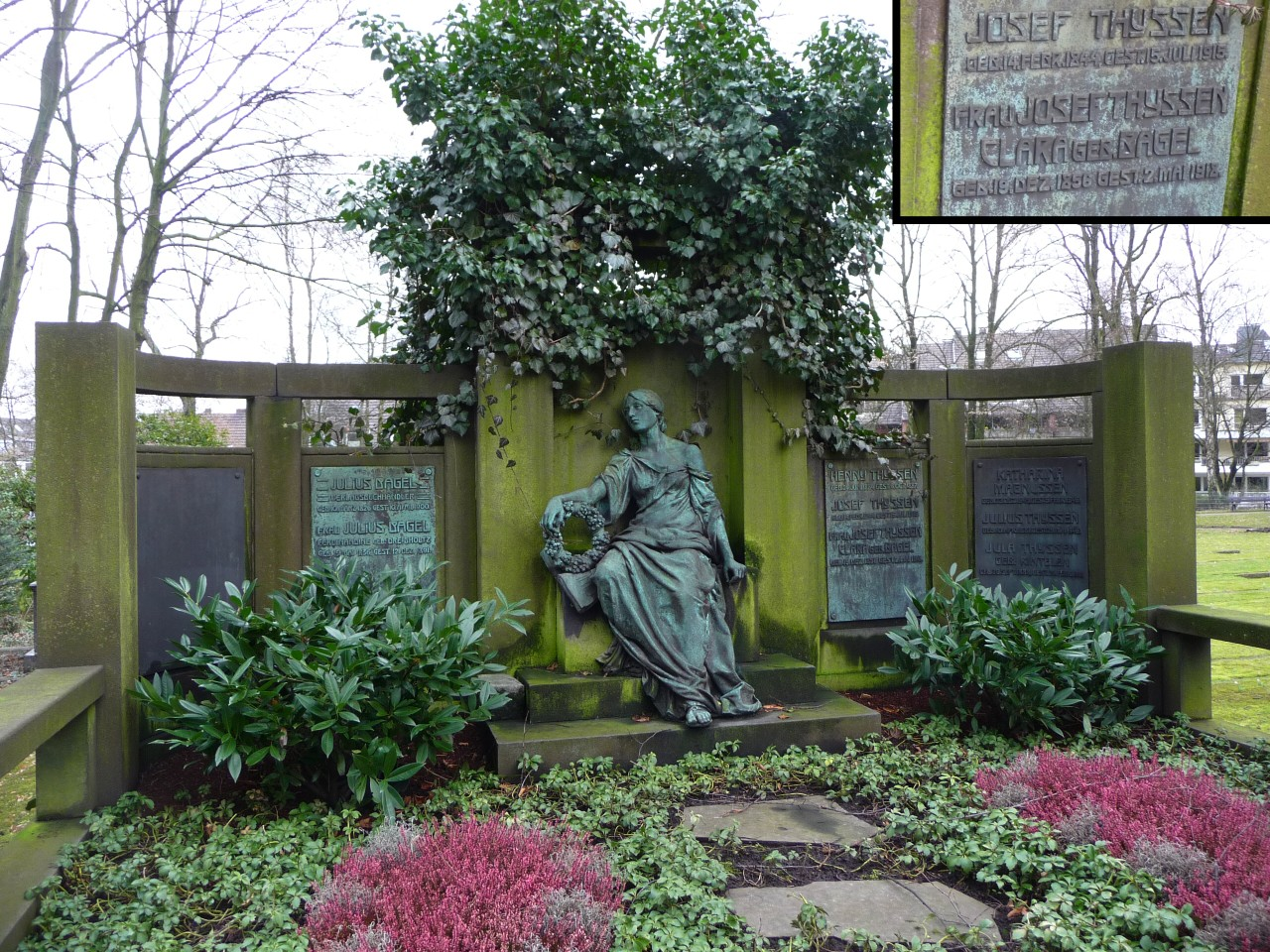
Familiengrab von Josef Thyssen auf dem Altstadtfriedhof in Mülheim

Nach Tätigkeit im Bankgeschäft seines Vaters Friedrich Thyssen war Thyssen seit 1877 Mitinhaber von August Thyssens Styrumer Walzwerk Thyssen & Cie. und in dieser Funktion in diversen Aufsichts- und Verwaltungsgremien des Thyssen-Konzerns tätig. Unter anderem war er 1898 Gründungsvorstand des Mülheimer Bergwerks-Vereins. 1900 zog er mit seiner Familie in die von ihm neu errichtete Villa Josef Thyssen am Ruhrufer.
1880 heiratete er die Mülheimer Verlegertochter Klara Bagel (1856–1918). Aus der Ehe gingen drei Kinder hervor: Julius (1881–1946), Johanna (1883–1887) und Hans (1890–1943).
1915 starb Joseph Thyssen durch einen Arbeitsunfall in den Mülheimer Werksanlagen, als er bei einem abendlichen Kontrollgang zwischen die Puffer zweier Bahnwaggons geriet. Er wurde auf dem Alten Friedhof (Altstadtfriedhof) in Mülheim an der Ruhr beigesetzt (→Lage des Grabmals).